# فالنتين بوبا
فالنتين بوبا (بالرومانية: Valentin Popa) هو مهندس وبروفيسور وسياسي روماني، ولد في 12 يوليو 1964. حزبياً، نشط في الحزب الديمقراطي الاجتماعي (رومانيا). وقد انتخب وزير التعليم (29 يناير 2018 – 29 سبتمبر 2018) وانتخب رئيس الجامعة Ștefan cel Mare University of Suceava ‏ (17 فبراير 2012 – 29 يناير 2018).